# Sparta Warriors
Sparta Warriors är en norsk ishockeyklubb från Sarpsborg som grundades som Idraetslaget Sparta 1958 och ofta kallats Sparta Sarpsborg. Laget spelade säsongen 2011/2012 i Norges högsta division, Get-ligaen. Klubben spelar sina hemmamatcher i Sparta Amfi. Sparta blev norska mästare 1984, 1989 och 2011.

## Historia

### 1960- och 1970-talet
1963 byggdes Norges första ishall, Sparta Amphitheatre. Sparta debuterade i den högsta divisionen 1965 och kom därefter att pendla mellan högsta och näst högsta serien i många år.

### 1980-talet, glansdagar
Säsongen 1980/1981 tog svenske ishockeytränaren Lasse Beckman över Sparta och ledde klubben till stora framgångar. Sparta förlorade mästerskapsfinalen mot Furuset 1983. Säsongen 1983/84 vann den Sparta serien och erövrade guld i slutspelet sedan Vålerenga besegrats i finalen. Säsongen 1985/86 blev Sparta mästare igen men under 1986 höll klubben på att gå i konkurs efter att ha haft för höga spelarkostnader under framgångsåren. Tune kommun (numera Sarpsborg) förvärvade anläggningen Sparta Amphitheatre vilket räddade ekonomin. År 1989 vann Sparta överraskande finalen efter att slagit Trondheim IK med 4-2 i Sparta Amphitheatre inför över 5000 åskådare.

### 1990-talet
1990-talet var en tung period både ekonomiskt och sportsligt. Sommaren 1995 gick IL Sparta i konkurs med en skuld på 2 miljoner. En ny klubb etablerades under namnet Sparta Sarpsborg. Säsongen 1996/97 Sparta spelade sin första säsong i näst högsta serien. Säsongen efter var klubben tillbaka i högsta serien.

### 2000-talet
Sparta spelade i högsta serien hela 00-talet med blandade framgångar. Säsongen 2007/2008 slutade Sparta trea i tabellen men förlorade kvartsfinalen mot lokalkonkurrenten IK Comet Halden. Säsongen 2008/2009 vann klubben under namnet Sparta Warriors serien med besegrades med 4-2 i matcher mot Vålerenga Ishockey i NM-finalen.

### 2010-talet
Säsongen 2009/2010 slutade Sparta tvåa i serien efter Vålerenga Ishockey och slogs ut i semifinal i slutspelet. Inför säsongen 2010/11 tog svenske Lenny Eriksson över som tränare för Sparta och ledde laget till serieseger. Sparta nådde relativt lätt finalen efter att ha besegrat Lillehammer med 4-1 i matcher under semifinalerna och Rosenborg Ishockeyklubb 4-0 i kvartsfinalen. Stavanger Oilers besegrades sedan med 4-1 i matcher i finalserien.

## Profiler
- Lasse Beckman, tränare på 1980-talet
- Siwert Andersson norska rekordet med 110 poäng under en säsong 1985/1986
- Geir Myhre, vann norska Guldpucken, priset till Norges bästa spelare 1982, som den första Spartaspelaren någonsin
- Tore Jobs, tränare när Sparta tog ligatiteln 1986 och ordförande under 2000-talet
- Harald Lückner, tränare när Sparta vann den andra norska mästerskapet år 1989
- Stephen Foyn, världsrekordet för snabbaste mål (4 sekunder in i matchen) och guldpuckvinnare 1990
- Igor Misjukov, den första sovjetiske spelaren i norsk ishockey
- Per Christian Knold, mer än 600 poäng under en 20-årig karriär för spartanerna
- Per-Åge Skröder, den spelare fostrad i Sparta med flest titlar och poäng i svenska Elitserien i ishockey
- Jonas Solberg Andersen, vinnare av norska poängligan
- Jonas Holös, Sarpsborg första spelare i NHL.
- Jorid Dagfinnrud Øiestad, första kvinnan någonsin som har varit med i truppen vid en ligamatch i en herrserie.
- Roger Forsberg, numera assisterande tränare i HV71. Bland meriterna kan nämnas spel i svenska division 1 och en kort sejour i Elitserien i ishockey.

## Framgångar

### Norska mästare
- IL Sparta har varit mästare två gånger, 1984 och 1989.
- Som Sparta Warriors Klubben har varit mästare en gång 2011.

### Seriesegrare
- IL Sparta vann högsta serien två gånger, 1983-1984 och 1985-1986.
- Som Sparta Warriors har klubben vunnit serien två gånger, säsongen 2008/09 och säsongen 2010/2011.